# Samsonita
La samsonita es un mineral de la clase de los minerales sulfuros. Fue descubierta en 1910 en la mina Samson de la sierra de Harz en el distrito de Goslar, en el estado de Baja Sajonia (Alemania), siendo nombrada así por el nombre de la mina.

## Características químicas
Es un sulfuro de plata y manganeso con aniones adicionales de antimonio, lo que se denomina un sulfoantimonito.
Además de los elementos de su fórmula, suele llevar como impurezas: hierro y cobre.

## Formación y yacimientos
Es un mineral de aparición muy rara, que se forma en vetas hidrotermales.
Suele encontrarse asociado a otros minerales como: pirargirita, galena, discrasita, tetraedrita, pirolusita, cuarzo, calcita o apofilita.

## Usos
Puede extraerse junto con otros minerales de plata como mena de este importante metal.